# Spoorlijn Bergisch Born - Marienheide
De spoorlijn Bergisch Born - Marienheide was een Duitse spoorlijn en was als spoorlijn 2707 onder beheer van DB Netze.

## Geschiedenis
Het traject werd door de Bergisch-Märkische Eisenbahn-Gesellschaft geopend in 1876. In 1985 werd het gedeelte tussen Wipperfürth en Marienheide gesloten en opgebroken. In 1997 is de rest van de lijn gesloten.

## Aansluitingen
In de volgende plaatsen was er een aansluiting op de volgende spoorlijnen:
Bergisch Born
DB 2700, spoorlijn tussen Wuppertal-Oberbarmen en Opladen
Wipperfürth
DB 2814, spoorlijn tussen Oberbrügge en Wipperfürth
Marienheide
DB 2810, spoorlijn tussen Hagen en Dieringhausen